# ماری-لوئیزه لینسن-فسن
ماری-لوئیزه لینسن-فسن (هلندی: Marie-Louise Linssen-Vaessen; ۱۹ march ۱۹۲۸ – ۱۵ فوریه ۱۹۹۳) شناگر اهل هلند بود.
وی در مسابقات کشوری و بین‌المللی در مجموع برندهٔ ۱ مدال طلا، ۳ مدال نقره، ۲ مدال برنز شده‌است.